# NGC 413
NGC 413 é uma galáxia espiral (Sc) localizada na direcção da constelação de Cetus. Possui uma declinação de -02° 47' 36" e uma ascensão recta de 1 horas, 12 minutos e 31,3 segundos.
A galáxia NGC 413 foi descoberta em 1886 por Frank Leavenworth.